# EVA Air

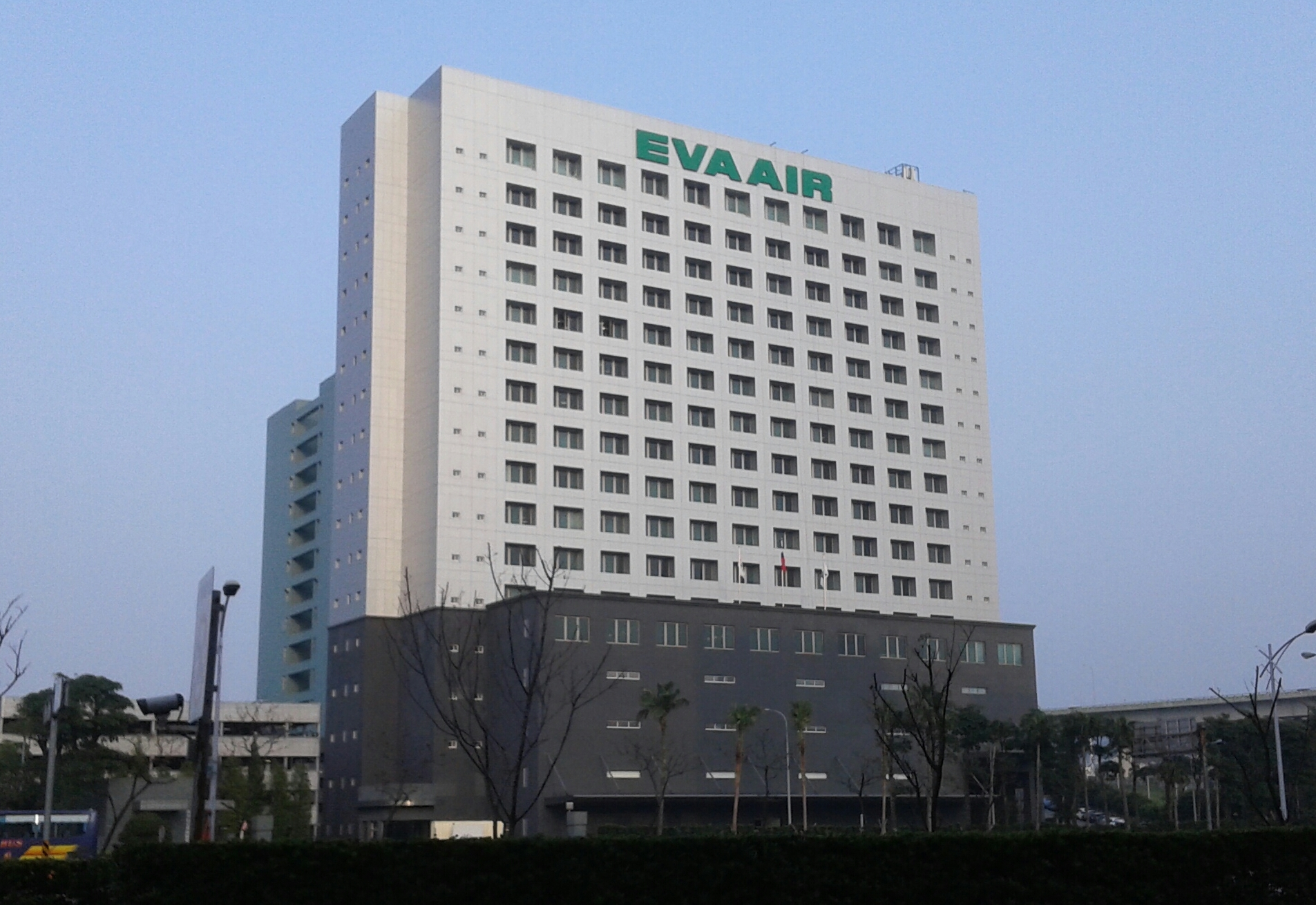
Trụ sở chính của EVA Air ở Đài Bắc.

EVA Air (tiếng Hoa:長榮航空 Chángróng Hángkōng, Hán-Việt: Trường Vinh Hàng không) là một hãng hàng không Đài Loan có trụ sở tại Sân bay quốc tế Đào Viên Đài Loan gần Đài Bắc, Đài Loan, hoạt động vận chuyển hành khách và hàng hoá thuần túy đến các điểm đến tại châu Á,châu Âu, và Bắc Mỹ...Hãng này là một công ty con của Tập đoàn Evergreen Group, EVA Air là hãng hàng không tư nhân lớn nhất Đài Loan. Trụ sở chính của hãng toạ lạc tại Đào Viên, Đài Loan.
Kể từ khi thành lập năm 1989, EVA Air đã mở rộng các hoạt động vận chuyển bao gồm: vận chuyển hàng hoá bằng đường hàng không, cung cấp suất ăn trên máy bay, dịch vụ mặt đất, kỹ thuật hàng không và dịch vụ du lịch trọn gói. Công ty con của hãng là EVA Air Cargo, kết nối với hệ thống vận chuyển tàu biển của Tập đoàn Evergreen trên khắp thế giới trên biển và trên mặt đất. Công ty con khu vực và nội địa của EVA Air, UNI Airways, hoạt động trên một số tuyến ngắn nội địa Đài Loan. Đối thủ cạnh tranh chính của EVA Air là hãng China Airlines. Eva Airways hiện đang sở hữu 73 loại máy bay đa dạng về kích thước bao gồm Airbus A321-200, Airbus A330-200, Airbus A330-300, Boeing B747-400 và Boeing B777-300ER.
EVA Air được công nhận là một hãng tiên phong của hạng premium economy, được hãng giới thiệu lần đầu vào năm 1991. EVA cũng là hãng hàng không Đài Loan đầu tiên được IATA trao chứng chỉ IOSA (Kiểm tra An toàn Vận hành của IATA) vì hoạt động an toàn của hãng. Phát âm tên của hãng là E-V-A Air(ways). Khẩu hiệu cũ của hãng là "Just relax, your home in the air." (Thư giãn đi, đây là ngôi nhà của bạn ở trên không trung), khẩu hiệu mới là "Sharing the World, Flying Together." (Sẻ chia thế giới, cùng nhau bay cao)

## Lịch sử

### Thành lập
Vào tháng 9 năm 1988, trong buổi lễ kỷ niệm 20 năm thành lập của Tổng công ty Hàng hải Evergreen, Chủ tịch công ty Chang Yung-fa công bố ý định của công ty ông là thành lập hãng hàng không quốc tế tư nhân đầu tiên của Đài Loan. Các cơ hội để tạo ra một hãng hàng không tư nhân vừa phát sinh sau một quyết định của chính phủ Đài Loan là tự do hóa hệ thống vận tải hàng không của nước này yêu cầu Chính phủ vẫn bắt buộc kinh nghiệm toàn cầu và yêu cầu về vốn tài chính cho bất kỳ công ty nào xin phép để bắt đầu dịch vụ bay quốc tế từ Đài Loan.
Sau khi nhận được sự đồng ý, tổng công ty hàng không EVA Air chính thức được thành lập vào tháng 3 năm 1989. Ban đầu hãng được gọi là Evergreen Airways, tuy nhiên cái tên này được cho là dễ nhầm lẫn với hãng hàng không vận chuyển hàng hóa quốc tế Evergreen. Vào tháng 10 năm 1989, hãng hàng không non trẻ EVA ký một hợp đồng trị giá 3.6 tỷ đô la để đặt mua 26 máy bay từ Boeing và McDonnell Douglas bao gồm các máy bay thân rộng Boeing 747-400 và MD-11.[9]
Hãng bắt đầu hoạt động vào ngày 1 tháng 7 năm 1991 với một đội nhỏ tàu bay Boeing 767-300ER với hạng thương gia và hạng phổ thông. Những điểm đến ban đầu của hãng từ Đài Bắc bao gồm Bangkok, Seoul, Jakarta, Singapore, và Kuala Lumpur. Đến cuối năm, hãng mở rộng mạng lưới đường bay đến những thành phố ở Đông Á và điểm đến đầu tiên ở Châu Âu, Vienna. Doanh thu năm đầu tiên đạt 40 triệu đô.

### Sự mở rộng thập niên 90.

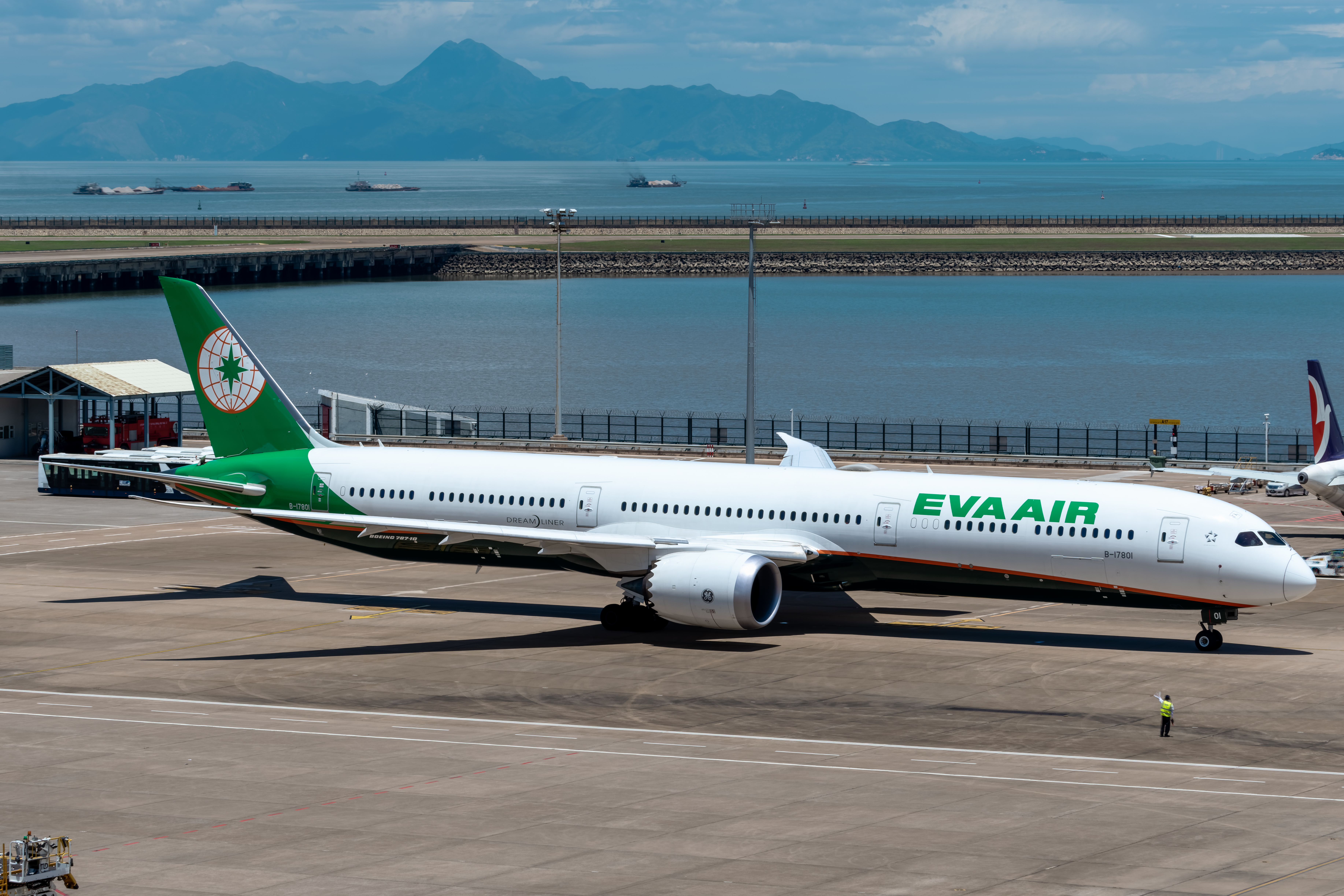
Boeing 787-10 của EVA AIR

Năm 1992, EVA Air nhận được chiếc Boeing 747-400 đầu tiên trong hợp đồng đặt mua. Đồng thời hãng giới thiệu hạng phổ thông đặc biệt với tên gọi "Economy Deluxe" trên những chuyến bay 747 vượt Thái Bình Dương đến Los Angeles, bắt đầu vào tháng 12 năm ấy. EVA Air là một trong những hãng đầu tiên giới thiệu khoang hạng phổ thông đặc biệt trong ngành hàng không, với sự rộng rãi của ghế ngồi ở sơ đồ 2-4-2, màn hình cá nhân lớn và sự nâng cao của dịch vụ thức ăn. Khoang hạng phổ thông đặc biệt của EVA Air "Economy Deluxe" (sau này được đổi tên là "Evergreen Deluxe" và hiện tại là "Elite Class") trở nên phổ biến với những người đi du lịch. Đối với đường bay quốc tế, những chiếc 747 của hãng có 104 ghế hạng phổ thông đặc biệt trong tổng số 370 ghế ngồi trong 4 hạng ghế, thêm vào đó là hạng nhất, hạng thương gia, và hạng phổ thông. Năm 1993, EVA Air bắt đầu những chuyến bay tới Seattle, New York, Bangkok và Vienna với Boeing 747-400.
Vào năm 1994, EVA Air cung cấp dịch vụ thường xuyên tới 22 điểm đến trên thế giới và chuyên chở hơn 3 triệu hành khách trong năm. Năm 1995, hãng công bố lợi nhuận doanh thu gần 1.5 tỷ đô, một năm trước thời hạn. Về quốc tế, sự phát triển nhanh chóng của EVA Air và sự gia tăng số lượng hành khách nhờ vào hồ sơ an toàn của hãng, trái ngược hoàn toàn với đối thủ cạnh tranh số một, China Airlines. Ngoài việc nhận được chứng nhận IOSA (IATA Operational Safety Audit). Vào năm 1997, EVA Air đã đạt được đồng thời chính thức cấp giấy chứng nhận ISO 9002 trong các lĩnh vực hành khách, hàng hóa và dịch vụ bảo trì máy bay.
EVA Air Cargo bắt đầu hoạt động vào tháng 4 năm 1995, với những chuyến bay chở hàng hàng tuần từ Đài Bắc đến Singapore, Penang, San Francisco, New York, and Los Angeles. Đội bay của EVA Air Cargo được mở rộng với 5 tàu bay vào cuối năm đó. Trước đây, EVA Air Cargo hoạt động chủ yếu dựa vào khoang hàng hóa của máy bay chở khách.
Trong giữa thập niên 90, EVA Air mở rộng hoạt động vào thị trường nội địa Đài Loan bằng việc mua lại cổ phần của  Makung International Airlines, sau đó là Great China Airlines và Taiwan Airways. Vào ngày 1 tháng 7 năm 1998, tất cả ba hãng hàng không, cũng như các hoạt động nội địa hiện tại của EVA Air sáp nhập dưới tên UNI Air. Uni Air trở thành công ty con trong hoạt động nội địa Đài Loan của EVA Air, hoạt động những chuyến bay ngắn từ trụ sở ở Cao Hùng, thành phố cảng nằm ở phía đông nam và là thành phố lớn thứ hai của Đài Loan.

### Sự phát triển đầu thập niên 2000.

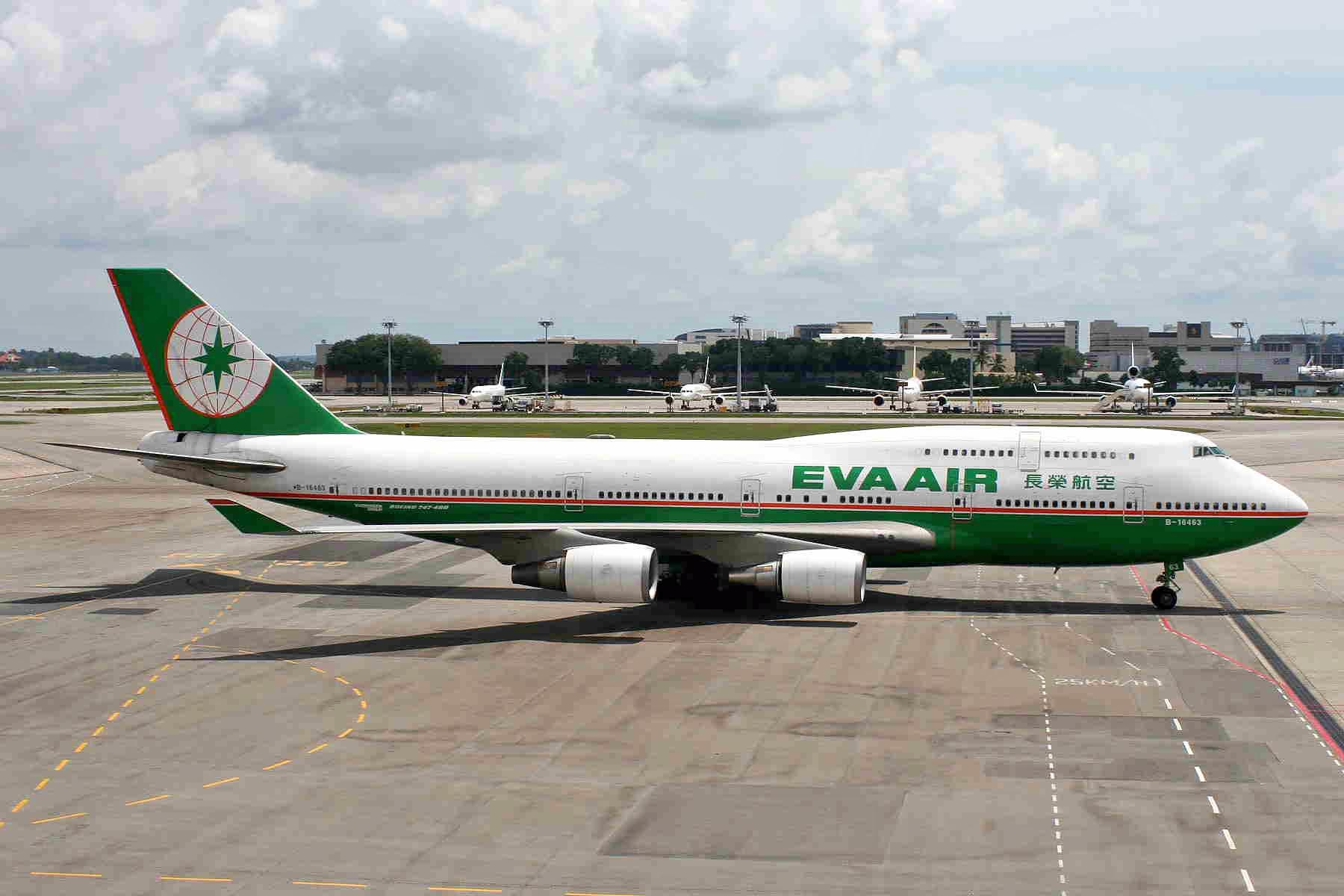
EVA AIR B747-400

Năm 2000, EVA Air bắt tay vào việc đổi mới đội bay đường dài của hãng. Hãng trở thành một trong những khách hàng đầu tiên hoạt động máy bay Boeing 777-300ER, hãng đặt mua 4 chiếc kèm theo 8 chiếc kèm theo lựa chọn. Cùng thời điểm đó, hãng cũng đặt hàng 3 máy bay Boeing 777-200LR. Vào tháng 1 năm 2001, EVA Air đặt mua chiếc máy bay Airbus đầu tiên, A330-200. Những chiếc Boeing 777 được hãng sử dụng cho những đường bay đi Mỹ và Châu Âu, trong khi Airbus A330 dành cho những đường bay khu vực Châu Á.
Năm 2001, EVA Air bắt đầu niêm yết cổ phiếu trên thị trường chứng khoán Đài Loan. Ban đầu, một phần trăm cổ phần của công ty đã được cung cấp trên thị trường với một phần tư nắm giữ bởi công ty mẹ, Tổng công ty Hàng hải Evergreen và nhân viên của EVA Air. Năm 2002,EVA Air trải qua những cải cách trong nội bộ công ty, với việc cắt giảm nhân viên và quản lý phù hợp. Điều này lên đến đỉnh điểm một quá trình mà đã bắt đầu vào năm 1997, khi cuộc khủng hoảng tài chính châu Á đã bắt đầu ảnh hưởng đến lợi nhuận công ty. Thời gian từ 2002-2003 dịch SARS lây lan cũng ảnh hưởng đến lưu lượng hành khách cho các chuyến bay tầm trung trong khu vực Đông Nam Á, trong khi các chuyến bay đường dài đến Bắc Mỹ, Nhật Bản và châu Âu ít bị ảnh hưởng.
Năm 2004, EVA Air chuyển đổi 8 tùy chọn Boeing 777-300ER còn lại vào đơn đặt hàng. Chiếc Boeing 777-300ER đầu tiên đưa vào phục vụ là máy bay mới nhất của EVA Air vào tháng 7 năm 2005. Với sự ra mắt của máy bay Boeing 777 mới, EVA Air tung ra một loạt tân trang toàn diện của cabin của mình, giới thiệu ghế nằm phẳng ở mới cao cấp Laurel ở khoang hạng thương gia và nâng cấp những dịch vụ mới ở khoang hạng phổ thông đặc biệt. Những chiếc A330 của hãng được giới thiệu với hai hạng ghế, Premium Laurel và hạng phổ thông.
Tháng 10 năm 2005, Eva Air ký hợp đồng cùng công ty Sanrio để cũng hợp tác, thiết kế và tạo ra “The Hello Kitty Jet”, áp dụng trên máy bay Airbus A330-200, máy bay với hình tượng Hello Kitty đầu tiên trên thế giới. Một năm sau đó, Eva Air cho ra mắt chiếc “Hello Kitty Jet” thứ hai với cả ngoại thất và nội thất đều mang các họa tiết, phụ kiện Hello Kitty.
Trong tháng 12 năm 2005, EVA Air và các bộ phận liên quan có 5098 nhân viên, và mạng lưới của hãng kéo dài 40 điểm đến du lịch trên toàn thế giới, với việc thêm những điểm đến hàng hóa.

### Tái phát triển những năm cuối thập niên 2000.

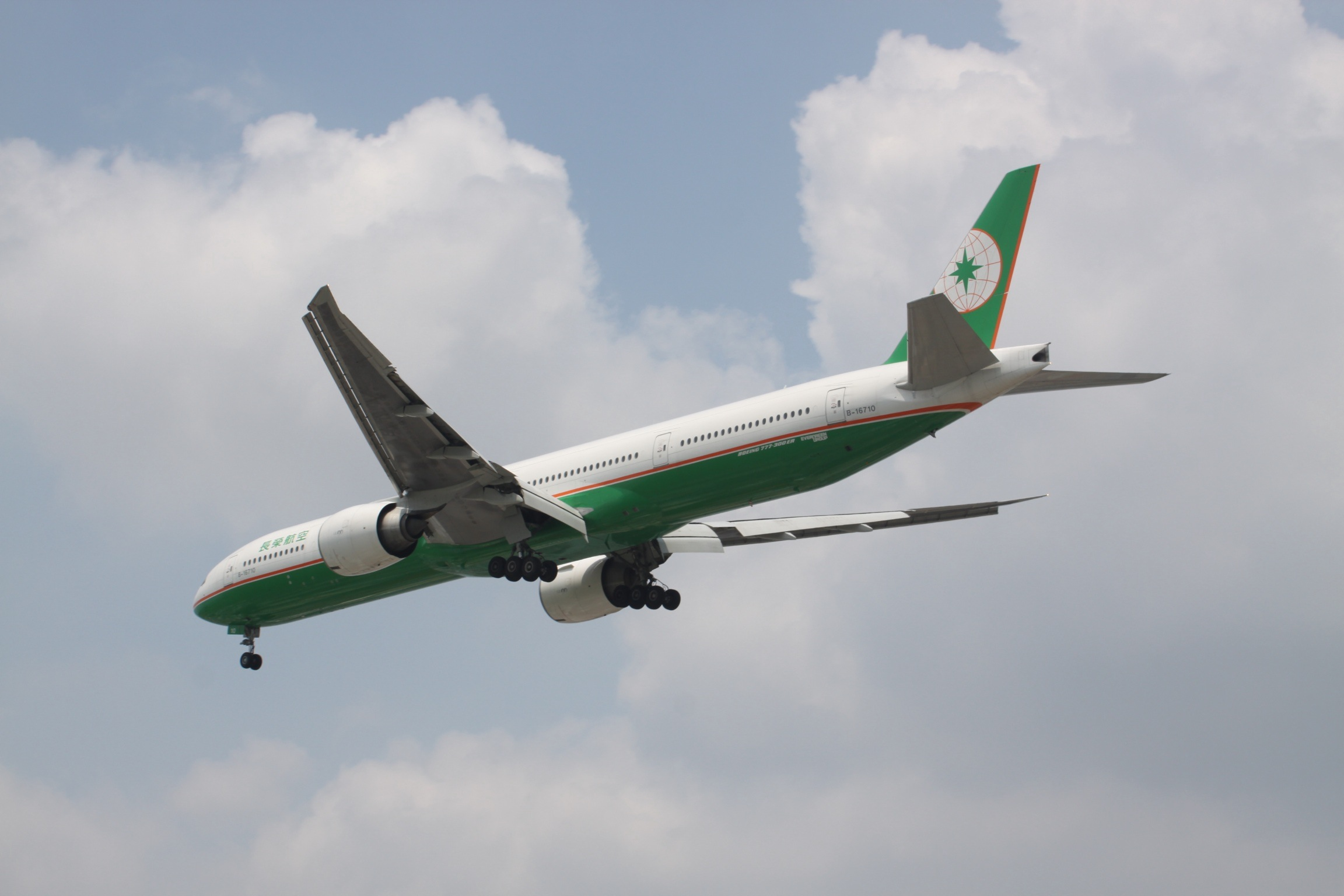
Boeing 777 Eva Air

Trong năm 2007, EVA Air công bố đường bay thẳng từ Đài Bắc đi New York (Sân bay quốc tế John F. Kennedy), được vận hành với những chiếc máy bay tầm xa mới Boeing 777-300ER. Cùng lúc đó, hãng rút dịch vụ hành khách từ Đài Bắc đến Paris. Vào ngày 31 tháng 10 năm 2008, EVA Air thông báo cho hoạt động trở lại đường bay Đài Bắc đi Paris với 3 chuyến bay hành khách mỗi tuần bắt đầu từ ngày 21 tháng 1 năm 2009. Năm 2008, hãng cũng thông báo tạm ngưng dịch vụ tới Auckland. Đông thời hãng cũng chuẩn bị tăng cường các chuyến bay thẳng đến Trung Quốc, sau khi bắt đầu chuyến bay thuê bao hàng tuần trong tháng 7 năm 2008 tiếp theo sự thay đổi đối với hiệp định liên kết du lịch của Trung Quốc.
Đối với giai đoạn 2007-2008, EVA Air phải đương đầu với 34% tăng giá nhiên liệu, góp phần vào việc lỗ 61.2 triệu đô la. Vào tháng 8 năm 2008, EVA Air báo cáo thua lỗ quý thứ hai do chi phí nhiên liệu tăng. Đáp lại, hãng thực hiện các biện pháp tiết kiệm chi phí, bao gồm cắt giảm lịch trình chuyến bay và tăng vé máy bay. Vào đầu năm 2008, văn phòng EVA Air tại El Segundo, California, công bố cắt giảm nhân viên lớn, với hơn một nửa số nhân viên thông báo rằng họ sẽ không còn được làm việc vào tháng 5 năm 2008. Chức năng thực hiện bởi những cán bộ địa phương đã chuyển sang Đài Loan bằng một nửa, chẳng hạn như các trung tâm đặt phòng. Chức năng thực hiện bởi những cán bộ địa phương đã chuyển sang Đài Loan bằng một nửa, chẳng hạn như các trung tâm đặt phòng.
EVA Air chuyên chở 6.2 triệu hành khách trong năm 2007 và hãng có 4.800 nhân viên vào tháng 4 năm 2008. Hãng có lợi nhuận trở lại vào quý đầu tiên của năm 2009, với lợi nhuận ròng 5.9 triệu đô. Vào tháng 8 năm 2010, EVA Air được bình chọn một trong top 10 hãng hàng không quốc tế của tạp chí Travel+Leisure's World's Best Awards.

### Mở rộng hơn nữa đầu thập niên 2010.

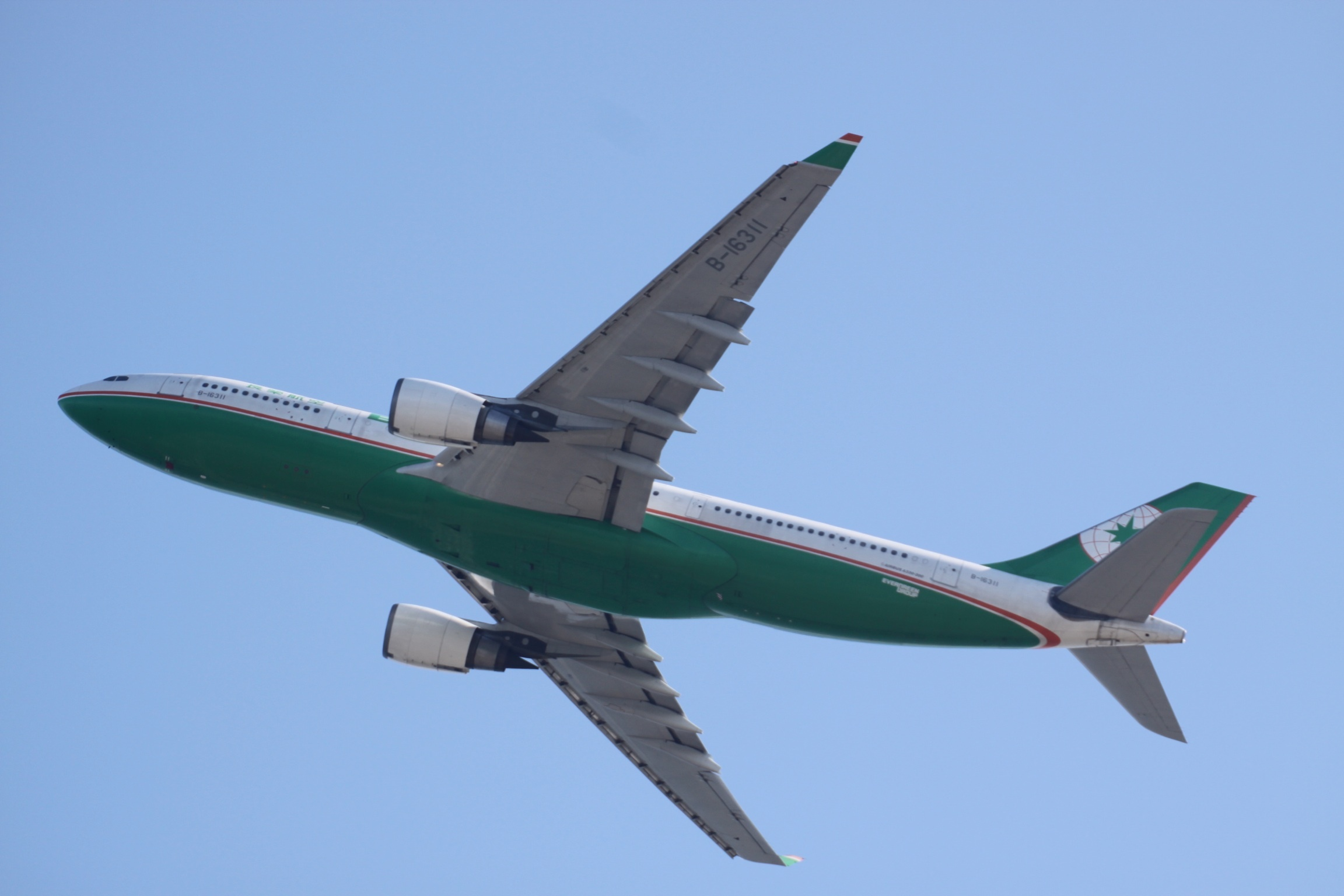
Airbus A330 Eva Air

Năm 2010, EVA Air ra mắt dịch vụ đến Toronto, bắt đầu vào ngày 29 tháng 3 năm 2010. Vào năm 2010, EVA Air bắt đầu những chuyến bay không dừng kết nối hai sân bay trong nội thành thành phố Taipei Songshan và Tokyo Haneda. Năm 2010, Chang Kuo-wei con trai của Chang Yung-fa trở lại làm chủ tịch của EVA Air và hãng ghi nhận việc bán vé tăng và lợi nhuận hàng năm. Đầu năm 2011, hãng thông báo đã nộp đơn xin gia nhập để trở thành thành viên của liên minh hàng không Star Alliance và sau đó hãng cũng đàm phán để gia nhập một trong hai liên minh Oneworld hoặc Star Alliance vào năm 2013. Vào tháng 6 năm 2011, hãng cũng bắt đầu những chuyến bay thẳng từ Đài Bắc đến Guam vào tháng 10 năm 2011, hãng thông báo bay thẳng từ New York (JFK) đi Đài Bắc.
Vào ngày 27 tháng 3 năm 2012. EVA Air thông báo hãng sẽ gia nhập Star Alliance vào năm 2013. Ngày 24 tháng 9 năm 2012, EVA Air ký một biên bản hợp tác với Amadeus IT Group Altéa.
Ngày 27 tháng 6 năm 2013, EVA Air trở thành thành viên đầy đủ của Star Alliance.
Tháng 10 năm 2014, EVA Air thông báo mở rộng đường bay đến Bắc Mỹ bằng việc thêm đường bay đến Houston vào năm 2015 và Chicago vào năm 2016, cùng với việc tăng từ 55 chuyến bay lên 63 chuyến bay mỗi tuần đến Bắc Mỹ. Cho ra mắt đường bay đến Houston với việc giới thiệu máy bay thứ 7 và cũng là chiếc cuối Hello Kitty, chủ đề "Shining Star" Boeing 777-300ER.
Vào tháng 10 năm 2015, EVA Air thông báo ý định mua đến 24 máy bay Boeing 787 Dreamliners và đặt mua thêm 2 chiếc 777-300ER (Extended Range) từ Boeing. EVA Air sẽ tham gia nhóm ra mắt 787-10

### Những diễn biến gần đây.
Tháng 11 năm 2015, EVA Air công bố màu sơn mới trên chiếc 777 thứ 22 của hãng cùng với ra mắt nhạc boarding mới và cải thiện dịch vụ trên khoang.
Tháng 1 năm 2016, chủ tịch của Evergreen Group Chang Yung-fa qua đời, để lại công ty cho con trai từ cuộc hôn nhân thứ hai, Chang Kuo-Wei.
Tháng 3 năm 2016, một cuộc đảo chính bởi ba đứa con từ cuộc kết hôn lần đầu của Chang Yung-fa đã loại bỏ Chang Kuo-Wei ra khỏi chức chủ tịch và thay thế vị trí đó với Lin Pang-Shui (Steven Lin).
Tháng 6 năm 2016, EVA Air được đánh giá 5 sao bởi Skytrax, cùng với ANA, Asiana Airlines, Cathay Pacific, Garuda Indonesia, Hainan Airlines, Qatar Airways và Singapore Airlines.

## Nhận dạng thương hiệu và công việc của công ty

### Thỏa thuận liên danh
- Air Canada
- Air China
- Air India
- Air New Zealand
- All Nippon Airways
- Asiana Airlines
- Avianca
- Bangkok Airways
- Copa Airlines
- Hainan Airlines
- Hong Kong Airlines
- Shandong Airlines
- Shenzhen Airlines
- Singapore Airlines
- Thai Airways
- Turkish Airlines
- Uni Air
- United Airlines

### Đội bay
Tuổi thọ trung bình đội bay tính đến tháng 5 năm 2022 là 7.4 năm
Tính đến tháng 6 năm 2024:
| Máy bay             | Đang hoạt động | Đặt hàng | Hành khách | Hành khách | Hành khách | Hành khách | Hành khách | Ghi chú |
| Máy bay             | Đang hoạt động | Đặt hàng | R          | C          | Y+         | Y          | Tổng       | Ghi chú |
| ------------------- | -------------- | -------- | ---------- | ---------- | ---------- | ---------- | ---------- | --- |
| Airbus A321-200     | 17             | —        | —          | 8          | —          | 176        | 184        | 1 chiếc được sơn liên minh hàng không Star Alliance, 2 chiếc được thuê khô bởi UNI Air |
| Airbus A321neo      | __             | 15       |            |            |            |            |            | |
| Airbus A330-300     | 9              | —        | —          | 30         | —          | 279        | 309        | Tất cả tàu bay đều cho thuê |
| Airbus A350-1000    | __             | 18       |            |            |            |            |            | |
| Boeing 777-300ER    | 33             | —        | 38         | 64         | —          | 221        | 323        | 1 chiếc được sơn liên minh hàng không Star Alliance |
| Boeing 777-300ER    | 33             | —        | 39         | 56         | —          | 238        | 333        | 1 chiếc được sơn liên minh hàng không Star Alliance |
| Boeing 777-300ER    | 33             | —        | 39         | 56         | —          | 258        | 353        | 1 chiếc được sơn liên minh hàng không Star Alliance |
| Boeing 787-9        | 4              | 9        | 26         | —          | —          | 278        | 304        | |
| Boeing 787-9        | 4              | 9        | 26         | —          | 21         | 242        | 289        | |
| Boeing 787-10       | 11             | 6        | 34         | —          | —          | 308        | 342        | Tàu bay Boeing 787-10 đầu tiên được giao vào tháng 6 năm 2019, trong số đó 2 chiếc được thuê từ ALC, 1 chiếc sẽ được sơn liên minh hàng không Star Alliance, 3 đến 4 chiếc sẽ được sơn màu chủ đề Hello Kitty |
| Boeing 777F         | 9              | —        | —          | —          | —          | —          | —          | Dùng để chở hàng hóa |
| Boeing 777-300ER/SF | —              | 3        | Chở hàng   | Chở hàng   | Chở hàng   | Chở hàng   | Chở hàng   | Bắt đầu hoạt động từ năm 2025 |
| Tổng cộng           | 83             | 54       |            |            |            |            |            | |

Các tàu bay mang màu sơn đặc biệt bao gồm Hello Kitty, Gudetama và các nhân vật Sanrio khác do EVA Air hợp tác cùng với Sanrio:
_ Boeing 777-300ER:
+B-16703: Sanrio Family Hand in Hand
+B-16722: Shining Star
_ Airbus A330-200: B-16311: Happy Music
_ Airbus A330-300:
+B-16331: BAD BADTZ-MARU Travel Fun
+B-16332: Joyful Dream
+B-16333: Celebration Flight
_ Airbus A321-200:
+B-16205: Comfort Flight
+B-16207: Friendship Bows
Đặc biệt
+Khi hành khách bay trên những máy bay này sẽ được cung cấp gối, bộ chơi bài, khay ăn và bộ dụng ăn mang thương hiệu Hello Kitty. Phần hướng dẫn an toàn bay được trình chiếu như bộ phim hoạt hình của nhân vật BAD BADTZ-MARU và Hello Kitty tạo nên sự ngộ nghĩnh và thú vị. Riêng khách là trẻ em sẽ được hãng tặng phần quà đến từ Hello Kitty như: gối, túi mua sắm, bưu thiếp, tâm thiệp thực đơn, gói trộn các loại hạt và bánh quy giòn, ly nhựa mang logo Hello Kitty.
+Các mặt hàng miễn thuế trên các máy bay mang màu sơn Hello Kitty: Túi đeo chéo, Túi du lịch siêu nhẹ, mô hình máy bay (1:200), bút viết, đèn ngủ